# Edmea
Edmea ist eine Oper in drei Akten von Alfredo Catalani (Musik) mit einem Libretto von Antonio Ghislanzoni nach dem Schauspiel Les Danicheffs von Alexandre Dumas dem Jüngeren und Pierre de Corvin (veröffentlicht unter dem Pseudonym „Pierre Newsky“). Sie wurde am 27. Februar 1886 im Teatro alla Scala in Mailand uraufgeführt.

## Handlung
Die als Waise im Haus des Grafen von Leitmeritz aufgewachsene Edmea hat eine Liebesbeziehung mit dessen Sohn Oberto. Sein Vater ist damit nicht einverstanden. Als Oberto sich auf eine Reise begeben muss, zwingt der Graf Edmea, seinen Günstling Ulmo zu heiraten, der sie ebenfalls liebt. Nach der Hochzeit stürzt sich Edmea in die nahegelegene Elbe. Ulmo kann sie zwar retten, doch Edmea verliert den Verstand. Da Ulmo es unter diesen Umständen nicht wagt, in das Schloss zurückzukehren, reist er mit ihr durch die Lande und gibt sie als seine Schwester aus. In einem Wirtshaus schließen sie sich der Gauklertruppe des Spielmanns Fritz an. Die Gruppe wird für eine Feier des Barons von Waldek engagiert, zu der auch Oberto und sein Vater geladen sind. Dort treffen Oberto und Edmea wieder zusammen. Als Edmea ihren Geliebten erkennt, gesundet sie allmählich wieder. Oberto gibt neben seinem Vater auch Ulmo die Schuld an dem Geschehen, sieht seinen Irrtum aber ein, als dieser ihm die näheren Umstände erklärt und versichert, dass er Edmea nicht angerührt habe. Zudem hat Ulmo bereits Gift genommen, um Edmea die Freiheit wiederzugeben. Da jetzt auch der Graf mit der Verbindung einverstanden ist, steht einer Hochzeit nichts mehr im Wege.

### Erster Akt
Große Halle in einem feudalen Palast; links eine Tür zur Kapelle, rechts eine Tür zu den herrschaftlichen Gemächern; im Hintergrund eine Terrasse mit Blick auf die Elbe
Szene 1. Spinnerinnen besingen das Schwinden ihrer Jugend (Chor der Spinnerinnen: „La più festosa di tue canzoni“). Sie unterhalten sich über Edmea, die als Waisenkind von der gräflichen Familie aufgenommen wurde. Edmea ist traurig, weil ihr Geliebter, der Grafensohn Oberto, in ferne Länder reisen soll (Canzone Edmea: „Allor che il raggio de’ tuoi sorrisi“).
Szene 2. Oberto tritt ein und schickt die anderen fort, um sich von Edmea zu verabschieden (Duett Edmea/Oberto: „Partir m’è forza“). Sie schwört ihm unter dem Bildnis seiner Mutter Treue bis in den Tod. Sie fürchtet aber seinen Vater, der mit der Beziehung nicht einverstanden ist.
Szene 3. Nachdem die beiden gegangen sind, erscheint Ulmo, ein Vasall des Grafen, an der Tür. Er ist unglücklich in Edmea verliebt und hofft daher insgeheim, dass Oberto nicht zurückkehren werde. Zugleich erschreckt ihn dieser Gedanke, da Edmea sonst aus Leid sterben könnte. Er will sich zwingen, seine Hoffnung auf sie aufzugeben (Arie Ulmo: „Divora le tue lacrime insensale“).
Szene 4. Der Graf bietet Ulmo als Dank für seine Dienste die Hand Edmeas an. Die beiden sollen noch am selben Abend heiraten. Edmea weigert sich lange und weist darauf hin, dass sie vor Gott bereits mit Oberto verheiratet sei. [Spätere Fassung:] Auch Ulmo wäre bereit, auf sie zu verzichten. Dennoch besteht der Graf auf seinem väterlichen Recht. Sollte sie sich weigern, werde er ihr ein unerbittlicher Feind werden.
Szene 5 [Urfassung]. Ulmo drängt Edmea, nachzugeben. Er hofft, dass sie ihn eines Tages lieben werde.
Szene 6 [5]. Schon treffen der Priester und die Hochzeitsgäste ein. Edmea sieht keinen Ausweg mehr und unterzeichnet den Ehevertrag. Dann drängt sie sich durch die Menge auf die Terrasse und stürzt sich in den Fluss. Ulmo eilt ihr nach, um sie zu retten. Beide werden vor den Augen der entsetzten Gesellschaft von der Strömung fortgerissen.

### Zweiter Akt
Der Hof einer Taverne; links die Tür zum Innenraum; hinten in der Mitte ein großes Tor zur Straße; Tische und Stühle unter einem Vordach; neben dem Tor eine Steinbank
Szene 1. Fritz und seine Spielleute und Gaukler rasten auf ihrem Weg zum Schloss des Barons von Waldek in einem Wirtshaus. Der Wirt und die anwesenden Handwerker beneiden sie um ihre Lebensfreude.
Szene 2. Auch Ulmo und die von ihm gerettete Edmea kehren im Gasthof ein. Edmea hat den Verstand verloren. Sie hält sich jetzt für die Fee der Elbe (Wahnsinnsszene Edmea: „Chi mi sa dir“). Ulmo gibt sie als seine Schwester aus und bittet um Obdach. Der Wirt weist ihn jedoch grob hinaus. Daraufhin schlägt Fritz den beiden vor, sich ihrer Truppe anzuschließen. Sie wollen zum Schloss des Barons Waldek, der die Geburt seines ersten Sohns feiert. Er meint, wer Gaukler aufnehme, werde auch einen Bettler nicht abweisen. In der Ferne sind Trompetenklänge zu hören, die eine weitere Gesellschaft auf dem Weg zur Feier ankündigen.
Ein beleuchteter Park; im Hintergrund ein See; rechts die Seite eines Palasts mit einer großen Treppe; Blumen und Statuen.
Szene 3. Die Festgesellschaft freut sich auf die Feierlichkeiten. Nur einige Damen zieht es in die Ruhe des Parks. Sie wundern sich über den schwermütigen Oberto.
Szene 4. Oberto kann seine Gedanken nicht vom Schicksal Edmeas abwenden (Rezitativ und Romanze Oberto: „Forse in quell’astro pallido“).
Szene 5. Der Graf, der Baron und die anderen Gäste versuchen vergeblich, Oberto aufzuheitern. Zu ihrer Freude treffen jetzt die Spielleute ein. Als Edmea erneut ihr Lied von der Fee der Elbe singt, wird Oberto aufmerksam. Er hat seine Geliebte an der Stimme erkannt. Sie jedoch erkennt ihn nicht wieder. Die anderen starren sie neugierig an. Ulmo würde am liebsten sofort wieder mit ihr abreisen, da er sie nicht an Oberto verlieren will. Nach einer Weile fängt Edmea an, sich zu erinnern. Sie fällt Oberto in die Arme. Nach einem letzten trotzigen Blick an seinen Vater zieht sich Oberto mit ihr zurück.

### Dritter Akt
Rechts ein Schloss; links hinten Bauernhäuser; im Vordergrund einige Tannen; links Zypressen; dahinter ein Grab
Szene 1. Einige Damen unterhalten sich über die Vorkommnisse (Chor der Damen: „Torniamo all’arcolaio“). Oberto und Edmea leben jetzt zusammen. Der Graf hat befohlen, über das Geschehen Stillschweigen zu bewahren. Als sie Edmea kommen sehen, ziehen sie sich rücksichtsvoll zurück.
Szene 2. Edmea hofft wieder auf die Erfüllung ihrer Liebe. Sie wird aber noch immer von Zweifeln geplagt (Szene und Arie Edmea: „Ch’io vi baci, ch’io vi sugga“).
Szene 3. Oberto und Edmea fallen sich in die Arme (Duett Edmea/Oberto: „Tu sei qui – sul mio cor“). Sie erinnern sich an ihre ersten Liebesbekenntnisse. Edmea, die sich jetzt wieder an alles erinnern kann, erzählt ihm von ihrer durch seinen Vater erzwungenen Hochzeit. Oberto kann seinen Zorn kaum zurückhalten. Er verspricht, eine Trennung nie wieder zuzulassen, auch wenn dazu ein Vatermord nötig sein sollte. Edmea versucht, ihn zu beruhigen. Sie will mit ihm zusammen in ein anderes Land ziehen, um dort Frieden zu finden.
Szene 4. Ulmo kommt, bleich wie ein Geist, auf das Paar zu. Oberto zieht wütend seinen Dolch, doch Ulmo fällt vor ihm auf die Knie und bittet darum, ihn anzuhören. Er habe Edmea in der Hoffnung gerettet, dass sie ihn irgendwann lieben werde. Doch habe er sie nicht angerührt und gebe sie Oberto nun zurück. Die Ehe habe er bereits durch seinen eigenen Tod aufgelöst – er hat Gift genommen. Gerührt bittet Oberto ihn um Vergebung. Ulmo bittet Edmea mit seinen letzten Worten, ihm als Lohn für seine vergebliche Liebe nach seinem Tod einen Kuss zu geben.
Szene 5 „ultima“. Der Graf erscheint mit seinem Gefolge, um Oberto mitzuteilen, dass er Edmeas Ehe annullieren könne. Dazu ist es nun zu spät. Oberto und Edmea bitten den toten Ulmo noch einmal um Verzeihung, und Oberto fordert Edmea auf, seinen letzten Wunsch zu erfüllen. Sein Andenken wird ihr immer heilig sein.

## Gestaltung

### Musik
Edmea gilt als weniger bedeutendes Werk Catalanis auf seinem Weg zur Reife. Fernando Battaglia schrieb, ihm sei in erster Linie daran gelegen gewesen, dem Publikum zu gefallen. Daher wirkten vor allem die Vokalpartien überbetont und neigten zu extremen Lagen. Der Orchestersatz hingegen sei sorgfältig ausgearbeitet, lebendig und abwechslungsreich. Alan Mallach meinte, die Oper wirke insgesamt farblos und leicht zu vergessen. Er wies aber auf die charmanten melodischen Linien und die melancholische Färbung hin, die Catalanis Stärke gewesen sei. Der Musikwissenschaftler Gino Roncaglia habe Edmea sogar seiner bekannten Oper La Wally vorgezogen.
Als besonders gelungen nannte Mallach die Duette zwischen Oberto und Edmea, vor allem „Tu sei qui – sul mio cor“ im dritten Akt, aber auch Obertos Rezitativ und Romanze „Forse in quell’astro pallido“ im zweiten Akt. Edmeas Wahnsinnsszene „Chi mi sa dir“ sei bemerkenswert, da sie anders als entsprechende Szenen bei Gaetano Donizetti langsam und klagend sei, was zu Edmeas Charakter passe.

### Musiknummern
Der 1889 bei Ricordi erschienene Klavierauszug der Oper enthält die folgenden Musiknummern:
- Vorspiel

Erster Akt
- Chor der Spinnerinnen: „La più festosa di tue canzoni“
- Canzone (Edmea): „Allor che il raggio de’ tuoi sorrisi“
- Duett (Edmea, Oberto): „Partir m’è forza“
- Szene und Arie (Ulmo): „Divora le tue lacrime insensale“
- Finale I

Zweiter Akt
- Introduktion. Eintritt der Spielleute und Gaukler
- Wahnsinnsszene (Edmea): „Chi mi sa dir“
- Walzer (Chor)
- Rezitativ und Romanze (Oberto): „Forse in quell’astro pallido“
- Szene und Chor
- Ballabile (Tanzlied)
- Szene und Pezzo concertato – Finale II

Dritter Akt
- Vorspiel
- Chor der Damen: „Torniamo all’arcolaio“
- Szene und Arie (Edmea): „Ch’io vi baci, ch’io vi sugga“
- Duett (Edmea, Oberto): „Tu sei qui – sul mio cor“
- Terzett und Schlussszene (Sopran, Tenor, Bariton)

## Werkgeschichte

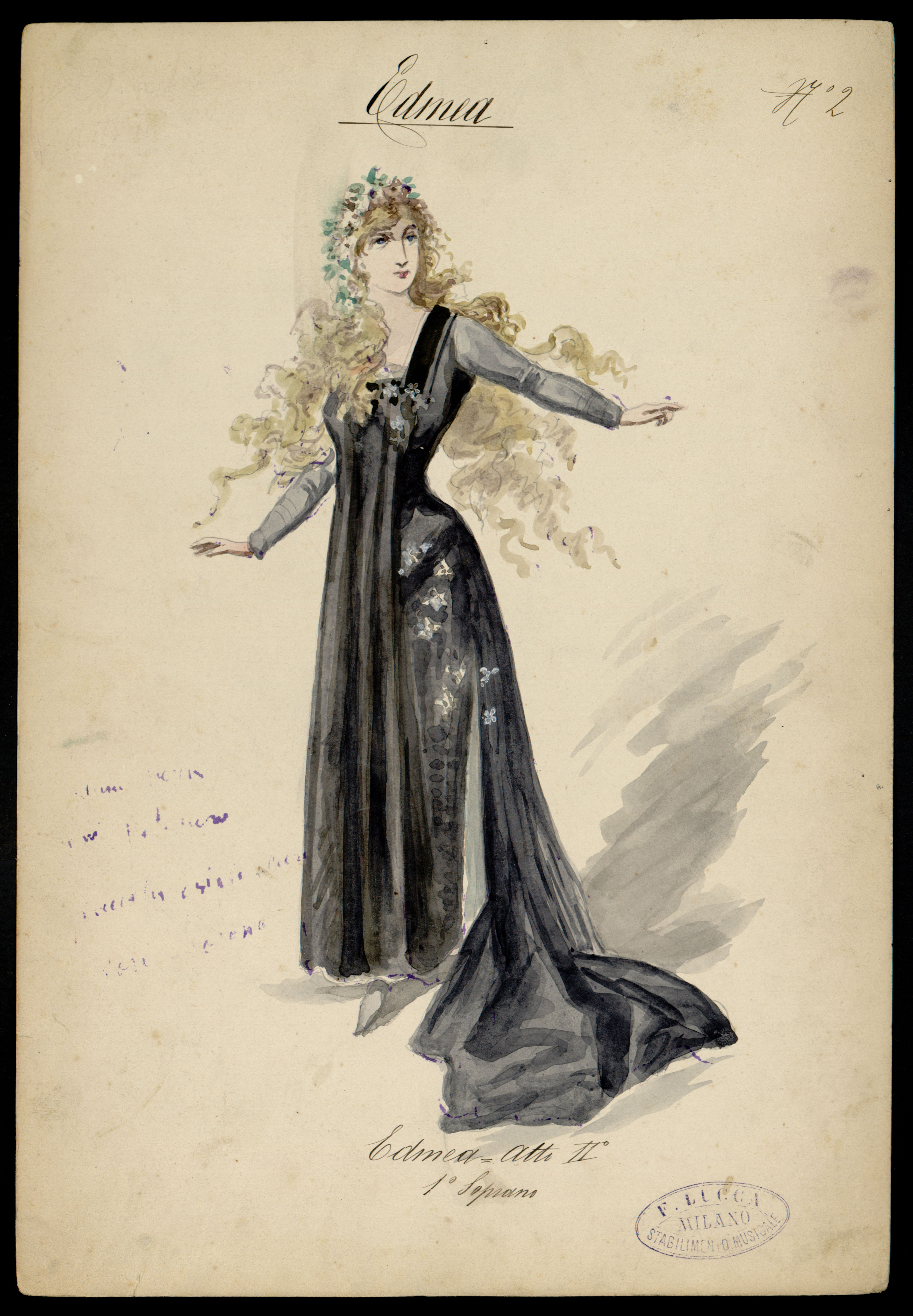
Alfredo Edel: Kostümskizze der Edmea, 1886

Den Auftrag zu seiner Oper Edmea erhielt Alfredo Catalani von Giovannina Lucca, der Leiterin des zweitgrößten Musikverlags in Italien, die bereits seinen Opernerstling La falce erstanden und seine folgenden Opern Elda (später überarbeitet als Loreley) und Dejanice beauftragt hatte.:49–50 Letztere wurde 1883 im Teatro alla Scala gespielt, hatte aber nur wenig Erfolg und wurde nach nur drei Vorstellungen wieder abgesetzt. Immerhin wurde sie von den damaligen Musikstudenten Giacomo Puccini und Pietro Mascagni gelobt.
Für seinen nächsten Versuch bat Catalani auf Anregung von Arrigo Boito den Textautor von Giuseppe Verdis Aida, Antonio Ghislanzoni, um ein Libretto. Dieser zögerte, dem noch wenig bekannten Catalani so viel Arbeit zu widmen, und schickte ihm erst nach mehreren Monaten den Text für Edmea, den er ursprünglich für den Komponisten Salvatore Auteri-Manzocchi verfasst hatte. Er basiert auf dem 1876 unter dem Pseudonym „Pierre Newsky“ erschienenen Schauspiel Les Danicheffs von Alexandre Dumas dem Jüngeren und Pierre de Corvin. Ghislanzonis Text wirkt etwas aus der Zeit gefallen. Alan Mallach schrieb, er erinnere an die von Vincenzo Bellini oder Gaetano Donizetti vertonten Libretti, enthalte die damals üblichen Arien, Solo- und Ensembleszenen und sei zudem auf altmodische Weise geschrieben, ohne die Neuerungen der letzten Jahrzehnte zu berücksichtigen. Auch die Handlung sei altmodisch und klischeehaft.
Die Uraufführung fand am 27. Februar 1886 im Teatro alla Scala in Mailand unter der musikalischen Leitung von Franco Faccio statt. Das Bühnenbild stammte von Giovanni Zuccarelli. Es sangen Napoleone Limonta (Graf von Leitmeritz), Gaetano Ortisi (Oberto), Raffaele Terzi (Baron von Waldek), Francesco Pozzi (Ulmo), Giovanni Paroli (Fritz), Giuseppe Tonali (Wirt), Virginia Ferni Germano (Edmea).
Die Produktion war erfolgreich und erlebte in Mailand elf Aufführungen. Catalani wurde vor allem von jenem aristokratischen Teil des Publikums gefeiert, der ihn als herausragend für die kulturelle Erneuerung Europas betrachtete. Er musste fünfzehn Mal vor den Vorhang treten. Auch die Darstellerin der Titelrolle, Fermi-Germano, trug zu einem großen Teil des Erfolgs bei. Die Kritik allerdings reagierte deutlich zurückhaltender. Besonders Amintore Galli von Il Teatro Illustratore fand das Werk uninspiriert und vermisste eine stilistische Originalität. Möglicherweise wurde Gallis scharfe Kritik durch eine länger währende Rivalität zwischen den Musikverlagen Sonzogno und Lucca beeinflusst.
Noch im selben Jahr wurde Edmea auch im Teatro Sociale in Trient und im Teatro Carignano in Turin gespielt. 1887 folgten das Teatro La Fenice in Venedig, 1888 das Teatro Argentina in Rom und 1889 das Teatro Carlo Felice in Genua. Außerdem gab es Aufführungen in Padua, Sankt Petersburg (1888), Moskau und Mexiko-Stadt (1895). Die Aufführung in Turin leitete der junge Arturo Toscanini. Es war sein Italien-Debüt, und die Zusammenarbeit mit Catalani führte zu einer langen Freundschaft zwischen den beiden. Toscanini benannte sogar seine Kinder Walter und Wally nach Figuren aus Catalanis Opern. Eine Wiederaufnahme in Turin gab es 1909.
Produktionen in jüngerer Zeit gab es 1989 im Teatro del Giglio in Lucca und 2021 beim Wexford Festival.

## Aufnahmen
- 14./16./18. September 1989 – Massimo de Bernart (Dirigent), Orchester und Chor des Teatro Comunale del Giglio di Lucca.
 Graziano del Vivo (Graf von Leitmeritz), Maurizio Frusoni (Oberto), Angelo Nosotti (Baron von Waldek), Marco Chingari (Ulmo), Pierre Lefèbvre (Fritz), Guido Pasella (Wirt), Maria Sokolinska Noto (Edmea).
 Live aus Lucca; Bearbeitung von G. Zani.
 Bongiovanni GB 2093/94-2 (2 CDs).[8][10]:2563
- 14. September 1989 – Besetzung wie bei der CD-Aufnahme.
 Video.[10]:2564
- 22. Oktober 2021 – Francesco Cilluffo (Dirigent), Julia Burbach (Inszenierung), Cécile Trémolières (Bühne und Kostüme), D. M. Wood (Licht).
 Ivan Shcherbatykh (Graf von Leitmeritz), Luciano Ganci (Oberto), John Molloy (Baron von Waldek), Leon Kim (Ulmo), Conor Prendiville (Fritz), Conall O’Neill (Wirt), Anne Sophie Duprels (Edmea).
 Live von der Wexford Festival Opera; musikalische Bearbeitung von Andreas Luca Beraldo.
 Videostream auf Arte Concert.[9]

## Digitalisate
- Edmea: Noten und Audiodateien im International Music Score Library Project
- Autografes Partiturmanuskript, 1885 (Vorschau) im Archiv des Musikverlags Ricordi
- Libretto (italienisch), Mailand 1886 (PDF; 28 MB). Digitalisat des Museo internazionale e biblioteca della musica di Bologna
- Libretto (italienisch), Mailand 1888. Digitalisat im Internet Archive.
- Libretto und Klavierauszug, G. Ricordi 1889. Digitalisat der University of Michigan